# 南極物語 (アルバム)
『南極物語』（なんきょくものがたり、Antarctica ）は、ヴァンゲリスが1983年に発表したアルバム。

## 収録曲
1. 「南極物語」メイン・テーマ - Theme from Antarctica (7:26)
2. 極地のこだま - Antarctica Echoes (5:54)
3. 生きるための戦い - Kinematic (3:44)
4. 白夜の歌 - Song of White (5:15)
5. 生命の神秘 - Life of Antarctica (5:56)
6. 南極の想い出 - Memory of Antarctica (5:26)
7. 未知とロマンの南極 - Other Side of Antarctica (6:50)
8. 奇跡の生存 - Deliverance (4:29)

- 1.は曲の一部収録である。
- 8.はアルバム『1492 コロンブス』の6曲目「評決」と曲名の英語原題が同一であるが、別の曲である。

## 概要
映画「南極物語」のオリジナル・サウンドトラック。ヴァンゲリスが初めて日本映画の音楽を手がけた作品。

### EP
本アルバムの発売に合わせて、次のシングルレコードが日本で発売された。
- 「南極物語」メイン・テーマ (7DM 0087)

A面: 「南極物語」メイン・テーマ - Theme from Antarctica (4:45)
B面: 極地のこだま - Antractica Echoes (5:54)

### CDシングル
1995年に、次の12cmシングルがオランダで発売された。
- Theme from Antacrtica (579 538-2)

1. Theme from Antarctica (3:55)